# Dasineura oxytropigemma
Dasineura oxytropigemma är en tvåvingeart som beskrevs av Fedotova 1984. Dasineura oxytropigemma ingår i släktet Dasineura och familjen gallmyggor.
Artens utbredningsområde är Kazakstan. Inga underarter finns listade i Catalogue of Life.